# バル・デミングズ

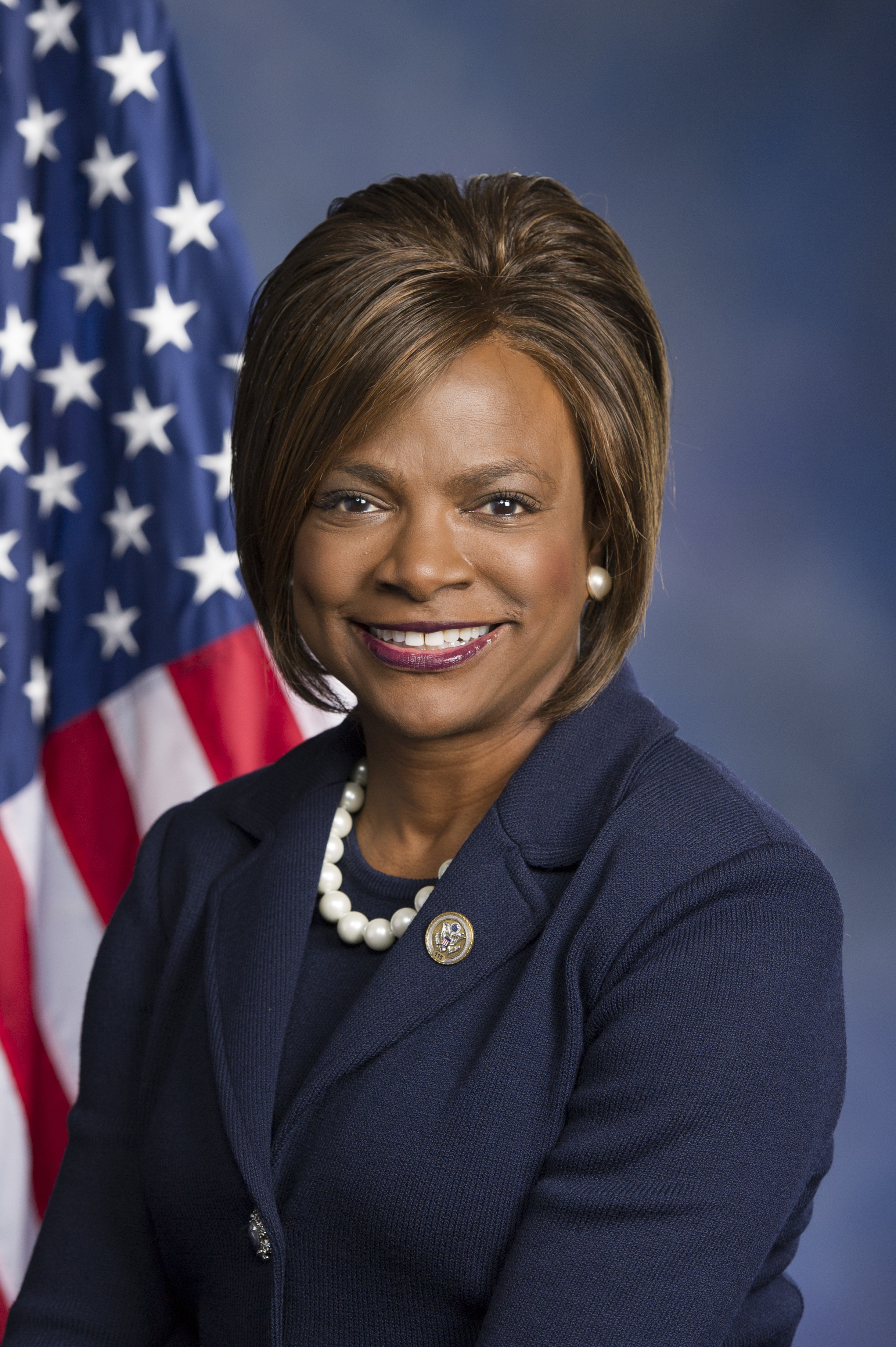
バル・デミングズ

バル・デミングズ（英: Val Demings, 1957年5月12日 - ）は、アメリカ合衆国のアフリカ系女性政治家。

## 経歴

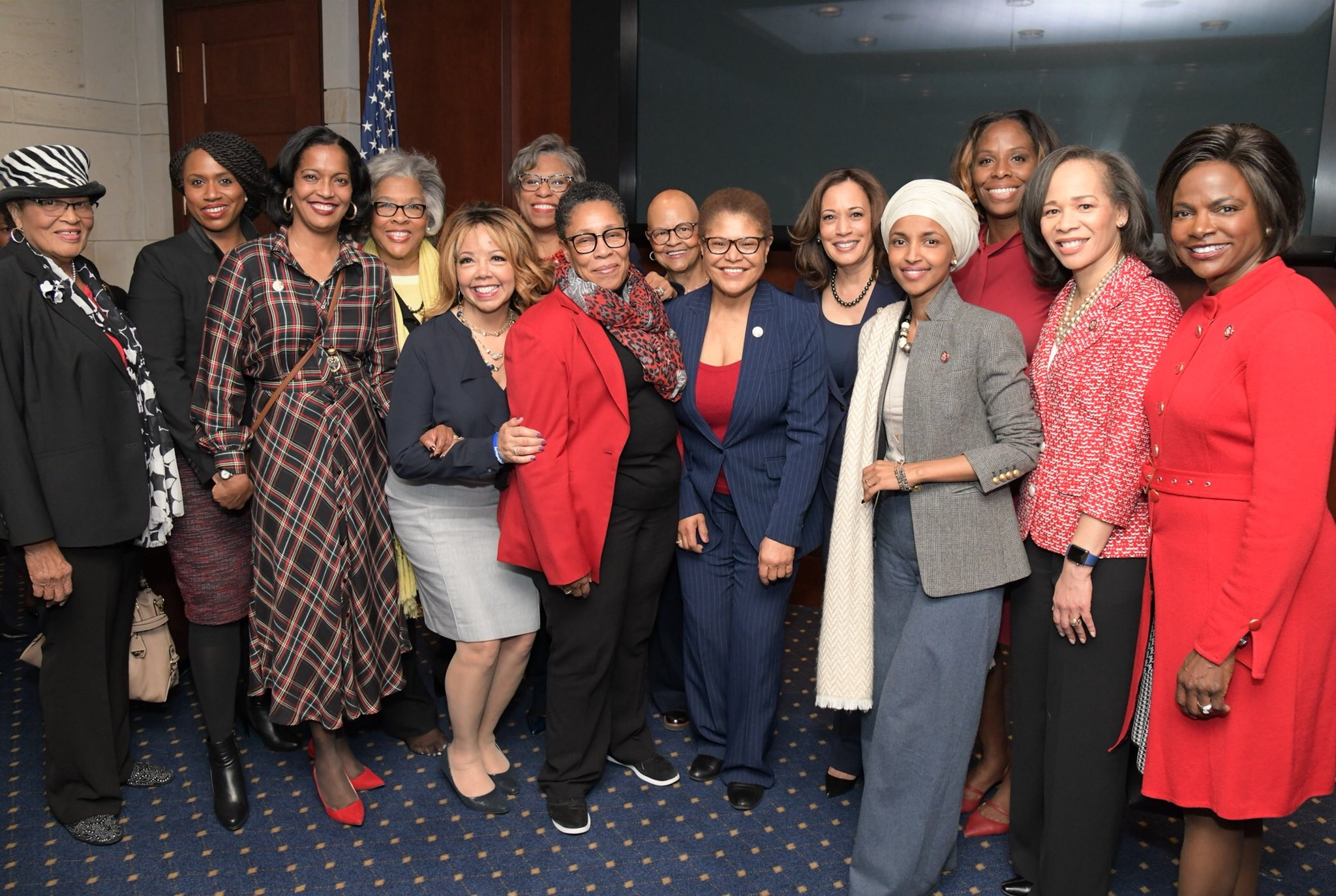
バル・デミングズ、カマラ・ハリス、アヤンナ・プレスリー、イルハン・オマル、ジャハナ・ヘイズら（2019年1月18日）

1957年、フロリダ州にて清掃員の父親とメイドの母親の間に生まれる。最初の仕事は里子を保護するソーシャル・ワーカー、警察官に転身してキャリアを積み、2007年にはオーランド警察署長に就任。その後、下院議員選挙にフロリダ10区から民主党の支援を受けて出馬し当選。政治家としての道を歩み始めた。下院では司法委員会に所属、ドナルド・トランプ大統領の弾劾裁判を通じて、不正行為を追及する姿が全国に中継され知名度を高めた。
2020年アメリカ合衆国大統領選挙では、ミネアポリス反人種差別デモを通じて膨らんだ黒人層の不満を取り込もうとする動きの中で、バル・デミングズの名が副大統領候補として取りざたされるようになった。